# Порєччя (Великолуцький район)
Порєччя (рос. Поречье) — присілок в Великолуцькому районі Псковської області Російської Федерації.
Населення становить 1048 осіб. Входить до складу муніципального утворення Пореченська волость.

## Історія
Від 2014 року входить до складу муніципального утворення Пореченська волость.

## Населення
| 2001 | 2002  | 2010  |
| ---- | ----- | ----- |
| 1184 | ↘1129 | ↘1048 |